# Barankowo
Barankowo is een plaats in het Poolse district  Złotowski, woiwodschap Groot-Polen. De plaats maakt deel uit van de gemeente Krajenka en telt 100 inwoners.